# Municipio de Dora (Illinois)
El municipio de Dora (en inglés: Dora Township) es un municipio ubicado en el condado de Moultrie en el estado estadounidense de Illinois. En el año 2010 tenía una población de 802 habitantes y una densidad poblacional de 8,84 personas por km².

## Geografía
El municipio de Dora se encuentra ubicado en las coordenadas 39°43′56″N 88°44′55″O / 39.73222, -88.74861. Según la Oficina del Censo de los Estados Unidos, el municipio tiene una superficie total de 90.76 km², de la cual 90,75 km² corresponden a tierra firme y (0,01 %) 0,01 km² es agua.

## Demografía
Según el censo de 2010, había 802 personas residiendo en el municipio de Dora. La densidad de población era de 8,84 hab./km². De los 802 habitantes, el municipio de Dora estaba compuesto por el 97,01 % blancos, el 0,87 % eran afroamericanos, el 0,75 % eran amerindios, el 0,12 % eran asiáticos y el 1,25 % eran de una mezcla de razas. Del total de la población el 0,37 % eran hispanos o latinos de cualquier raza.